# Houghton (Michigan)

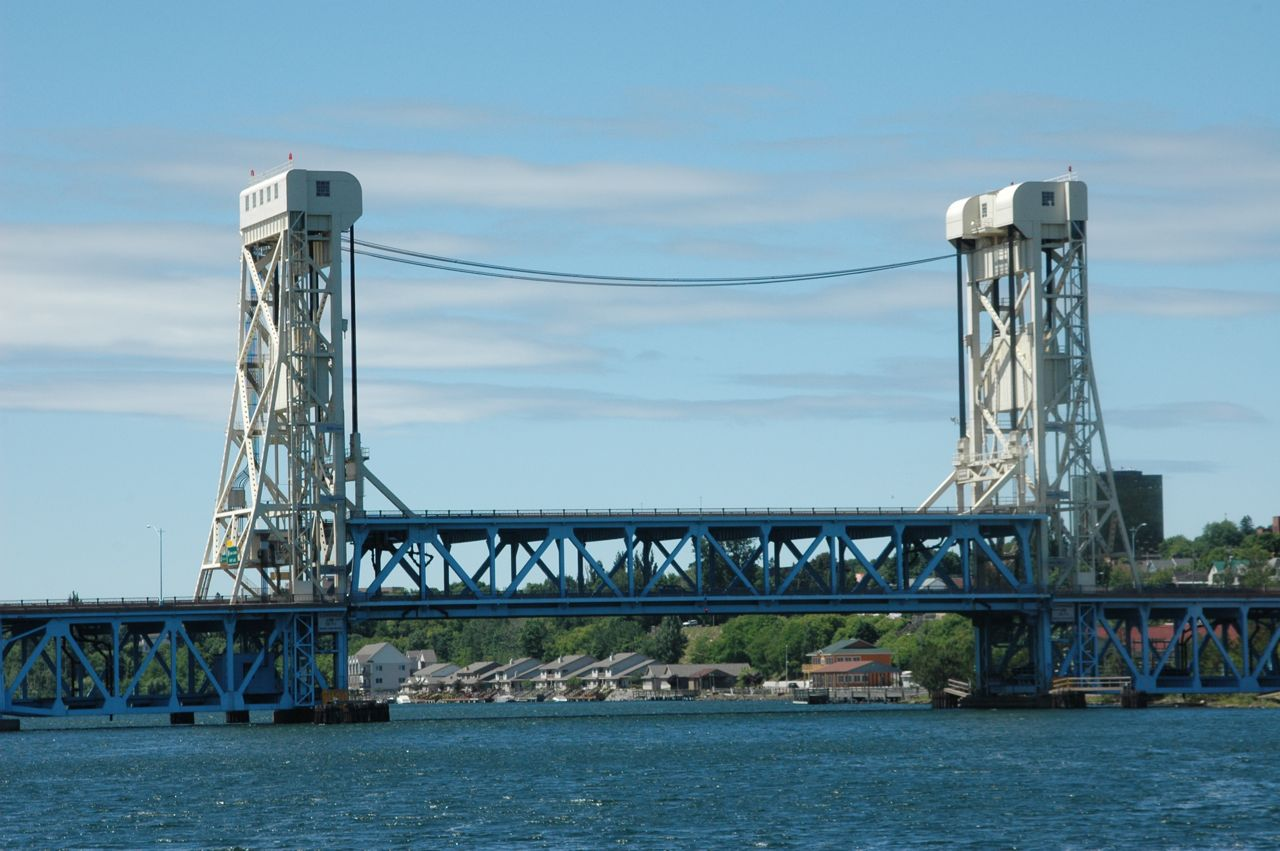
Die Hebebrücke über den Portage Lake (2008)

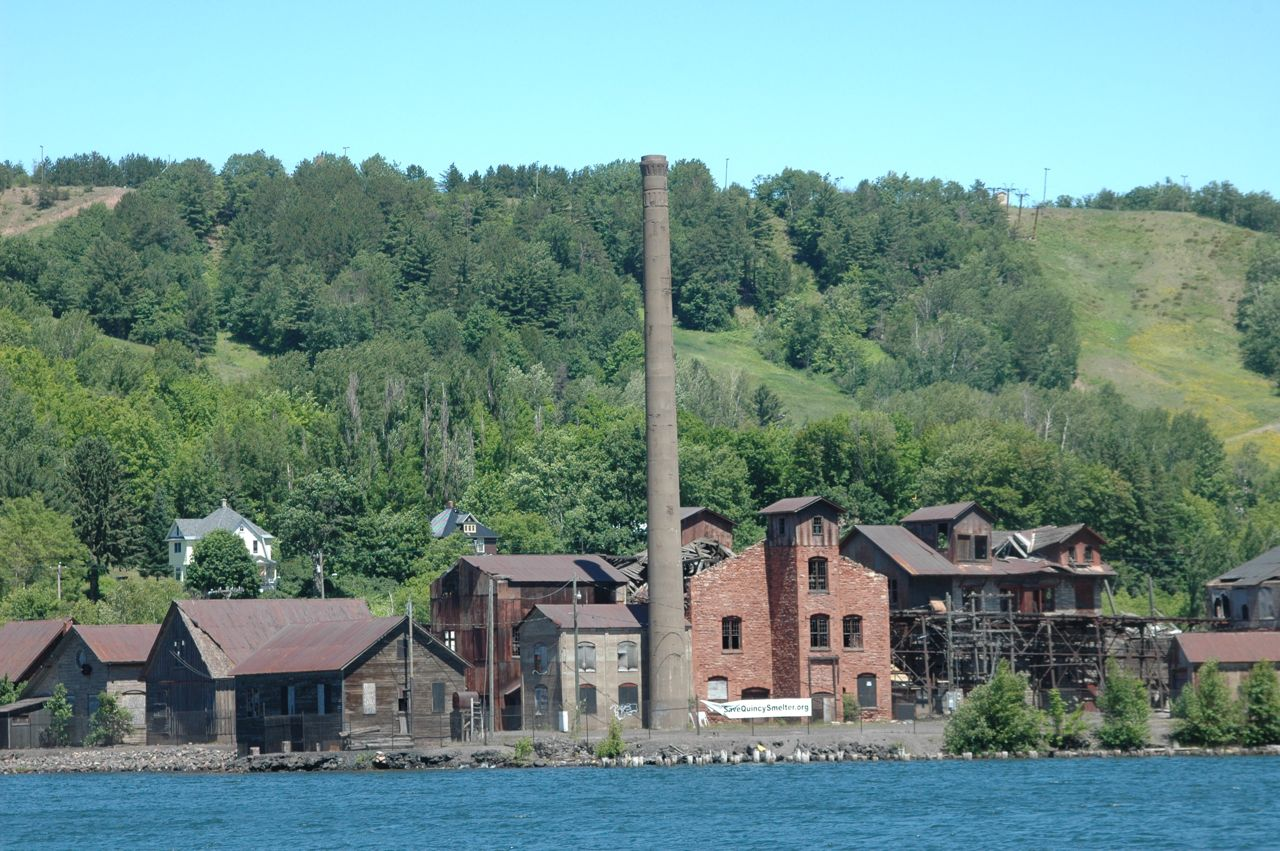
Alte Industriegebäude in Hancock, gesehen von Houghton (2008)

Houghton ist eine Stadt im US-Bundesstaat Michigan und die größte Stadt im sogenannten Copper Country (Kupferland) der Keweenaw Peninsula. Sie liegt im Houghton County und beherbergt dessen County Seat. Das U.S. Census Bureau hat bei der Volkszählung 2020 eine Einwohnerzahl von 8386 ermittelt.
Die Stadt liegt am südlichen Ufer des Portage Lake, einem Ausläufer des Oberen Sees (englisch: Lake Superior), gegenüber der Zwillingsstadt Hancock. Sie ist benannt nach Douglass Houghton, der aus eurozentrischer Sicht lange Zeit als „Entdecker“ der Kupfervorkommen in dieser Gegend galt. Die Kupfervorkommen wurden allerdings schon tausende Jahre zuvor von den indianischen Bewohnern der Keweenaw-Halbinsel abgebaut und genutzt. Der große Kupferboom europäischer Einwanderer dauerte von etwa 1890 bis 1920; 1960 wurde die letzte Kupfermine geschlossen.
Die Nachkommen europäischer Einwanderer machen heute nahezu 90 % der Stadtbevölkerung aus; davon sind die Mehrheit deutscher und finnischer Abstammung. Mehr als ein Drittel lebt unter der Armutsgrenze.
Houghton ist Heimat der Michigan Technological University (MTU), die als Michigan Mining School in den 1880er Jahren in der Houghton Fire Hall ihren Vorlesungsbetrieb aufnahm.

## Söhne und Töchter der Stadt
- Don W. Prideaux (1903–1991), Ingenieur
- James Peter Davis (1904–1988), Erzbischof von Santa Fe
- Barbara Beyenka (1911–2006), Ordensschwester, Theologin, Übersetzerin und Schriftstellerin
- Nancy Harkness Love (1914–1976), Pilotin
- Eugene N. Parker (1927–2022), Astrophysiker
- Chuck Ferries (1939–2025), Skirennläufer
- Barbara Ferries (* 1944), Skirennläufer
- Jeff Finger (* 1979), Eishockeyspieler